# ألدن سانبورن
ألدن سانبورن (بالإنجليزية: Alden Sanborn) هو ضابط أمريكي، ولد في 22 مايو 1899 في جيفرسون في الولايات المتحدة، وتوفي في 1 ديسمبر 1991 في شارلوت هال في الولايات المتحدة.

## وصلات خارجية
- ألدن سانبورن على موقع الاتحاد الدولي للتجديف (الإنجليزية)
- ألدن سانبورن على موقع اللجنة الأولمبية الدولية (الإنجليزية)
- ألدن سانبورن على موقع أوليمبيديا (الإنجليزية)